# Katja Rupé
Katja Rupé, née le 18 septembre 1949 à Munich, est une actrice allemande.

## Biographie
Après avoir obtenu son diplôme d'études secondaires, elle fréquente l'école Otto Falckenberg de Munich. 
Par la suite, elle est l'une des cofondatrices de la troupe de théâtre Rote Rübe, pour lequel elle travaille jusqu'en 1977 en tant qu'actrice, auteure et metteure en scène. Le collectif Rote Rübe était un collectif de théâtre munichois de gauche dans les années 1970, fondé par des étudiants en théâtre. Les tournées avec ce groupe la conduisent en France, dans les théâtres de Nancy, Strasbourg, Lyon et Paris, notamment au Théâtre des Bouffes du Nord. 
Elle se fait connaître du grand public en 1973 dans Ein unheimlich starker Abgang de Michael Verhoeven, dans lequel elle tient le rôle principal. Elle incarne divers personnages dans les séries allemandes Derrick, Un cas pour deux, Commissaire Lea Sommer.
En 1979, elle reçoit le Chaplin-Schuh, prix décerné à des acteurs allemands dont le symbole est une fonte en bronze des chaussures originales de Charlie Chaplin.

## Théâtre
- 1986 : Oncle Vania d'Anton Tchekhov, Théâtre de l'Est Parisien

## Filmographie
- 1973 : Ein unheimlich starker Abgang de Michael Verhoeven (téléfilm) : Sonja
- 1974 : Münchner Geschichten (série télévisée, épisode Dreiviertelreife) : Katja
- 1974 : Output de Michael Fengler : Anna
- 1975 : Wandas Paradies de Christa Maar (téléfilm) : Wanda
- 1976 : Sternsteinhof d'Hans W. Geißendörfer : Leni
- 1977 : Double Plaisir (Kleinhoff Hotel) de Carlo Lizzani : Petra
- 1978 : Flammende Herzen de Walter Bockmayer : Magda Weberscheid
- 1978 : Das andere Lächeln (de) de Robert van Ackeren (téléfilm) : Irma
- 1978 : L'Allemagne en automne (Deutschland im Herbst) (+ réalisation)
- 1978 : 1982: Gutenbach de Michael Verhoeven (téléfilm) : Hilde Rust
- 1979 : Inspecteur Derrick (série télévisée, épisode Facteur L) : Dr. Irmgard Minz
- 1980 : Endstation Freiheit de Reinhard Hauff : Eva
- 1982 : Herr Herr de Nicolas Gessner (téléfilm) : Jenny Herr
- 1983 : Kiez (de) de Walter Bockmayer : Heinke
- 1983 : La Rançon de Yvan Butler (téléfilm) : Christina Müller
- 1983 : Bolero de Rüdiger Nüchtern (de) : Lena Hirt
- 1984 : Les Favoris de la lune d'Otar Iosseliani : Claire
- 1985 : Betrogen d'Harun Farocki : Anna Mewis
- 1986 : La seconda notte de Nino Bizzarri : Chanteuse
- 1987 : Unser Mann im Dschungel de Peter Stripp et Rudolf Steiner : Sabine Kehlmann
- 1988 : Le Cirque Humberto (cs) (série télévisée) : Anežka
- 1989 : Un coup fumant (Il colpo) de Sauro Scavolini (téléfilm) : Valeria
- 1992 : Der Fotograf oder Das Auge Gottes (série télévisée, 1 épisode)
- 1993 : Un cas pour deux (série télévisée, épisode L’Homme derrière le rideau) : Angela Winter
- 1994 : Ein unvergeßliches Wochenende (série télévisée, épisode Ein unvergeßliches Wochenende in Sevilla) : Emily
- 1995 : Commissaire Léa Sommer (série télévisée, épisode Le Mort dans la cabane) : Isabel Schneider
- 2001 : Café Meineid (série télévisée, épisode Ein weites Feld) : Christine Lanzinger
- 2001 : Un cas pour deux (série télévisée, épisode L'âme du chasseur) : Frau Camphausen
- 2002 : Schloßhotel Orth (série télévisée, épisode Verirrte Gefühle) : Marietta Freistadt
- 2004 : Daniel – Der Zauberer (en) d'Ulli Lommel : La grand mère
- 2011 : Trois quarts de lune (Dreiviertelmond) de Christian Zübert : Christa Mackowiak